# Harveya stenosiphon
Harveya stenosiphon är en snyltrotsväxtart som beskrevs av William Philip Hiern. Harveya stenosiphon ingår i släktet Harveya och familjen snyltrotsväxter. Inga underarter finns listade i Catalogue of Life.